# Neocandona
Neocandona is een geslacht van kreeftachtigen uit de klasse van de Ostracoda (mosselkreeftjes).

## Soorten
- Neocandona wangshiehi Hu & Tao, 2008
- Neocandona yufuiia Hu & Tao, 2008